# Chudy Dwór
Chudy Dwór (niem. Magergut) – osada w Polsce położona w województwie warmińsko-mazurskim, w powiecie ostródzkim, w gminie Łukta. Miejscowość wchodzi w skład sołectwa Ramoty.

## Historia
W 1974 r. osada jako PGR Chudy Dwór należała do sołectwa Mostkowo (gmina Łukta), razem z miejscowościami: PGR Gucin, osada Henryka Góra, PGR Kozia Góra, osada Maronie i wieś Mostkowo.
W latach 1975–1998 miejscowość należała administracyjnie do województwa olsztyńskiego.